# Moscheea Jameh din Isfahan
Moscheea Jameh sau Masjid-e Jameh (Moscheea de Vineri) este o moschee din orașul Isfahan, Iran. Este cea mai veche moschee din oraș și una dintre primele moschei construite în Iran.

## Istorie și arhitectură
Conform descoperirilor arheologice, moscheea ar fi fost construită între anii 771-773, probabil în timpul califului al-Mansur din dinastia Abbasidă. Până în secolul al X-lea, moscheea a suferit mai multe reconstrucți din cauza incendiilor sau cutremurelor. 
În anul 1051, când turcii selgiucizi au mutat capitala imperiului lor la Isfahan, moscheea a fost reconstruită. În scurt timp ea a devenit moscheea imperială a selgiucizilor și cea mai importantă moschee din oraș. După dispariția dinastiei Selgiucide, alte dinastii vor continua să renoveze moschee până la forma ei actuală.
Construită în stil selgiucid, Moscheea Jameh este o moschee de tip iwan, cu patru portaluri, caracteristic Persiei, două minarete, două săli de rugăciune, o curte spațioasă și două domuri. Domul sudic, sub care este situat mihrabul, a fost construit între anii 1086-1087 de către Nizam al-Mulk, vizirul sultanului Malik Shah. Având un diametru de 19,5 metri și o înălțime de 34 de metri a fost la acel moment cel mai mare dom din lumea islamică. Domul nordic, mult mai mic, a fost construit un an mai târziu de către Taj al-Mulk, succesorul lui Nizam. În secolul al XVII-lea, moscheea a fost renovată de către șahul Abbas I cel Mare, adăugând caligrafi coranice și diferite elemente specifice artei safevide.
În anul 2012 a intrat în Patrimoniul Mondial UNESCO. Astăzi, Moscheea Jameh este una dintre cele mai renumite moshei din Iran și una dintre cele mai importante atracți turistice din Isfahan. 

## Galerie de imagini

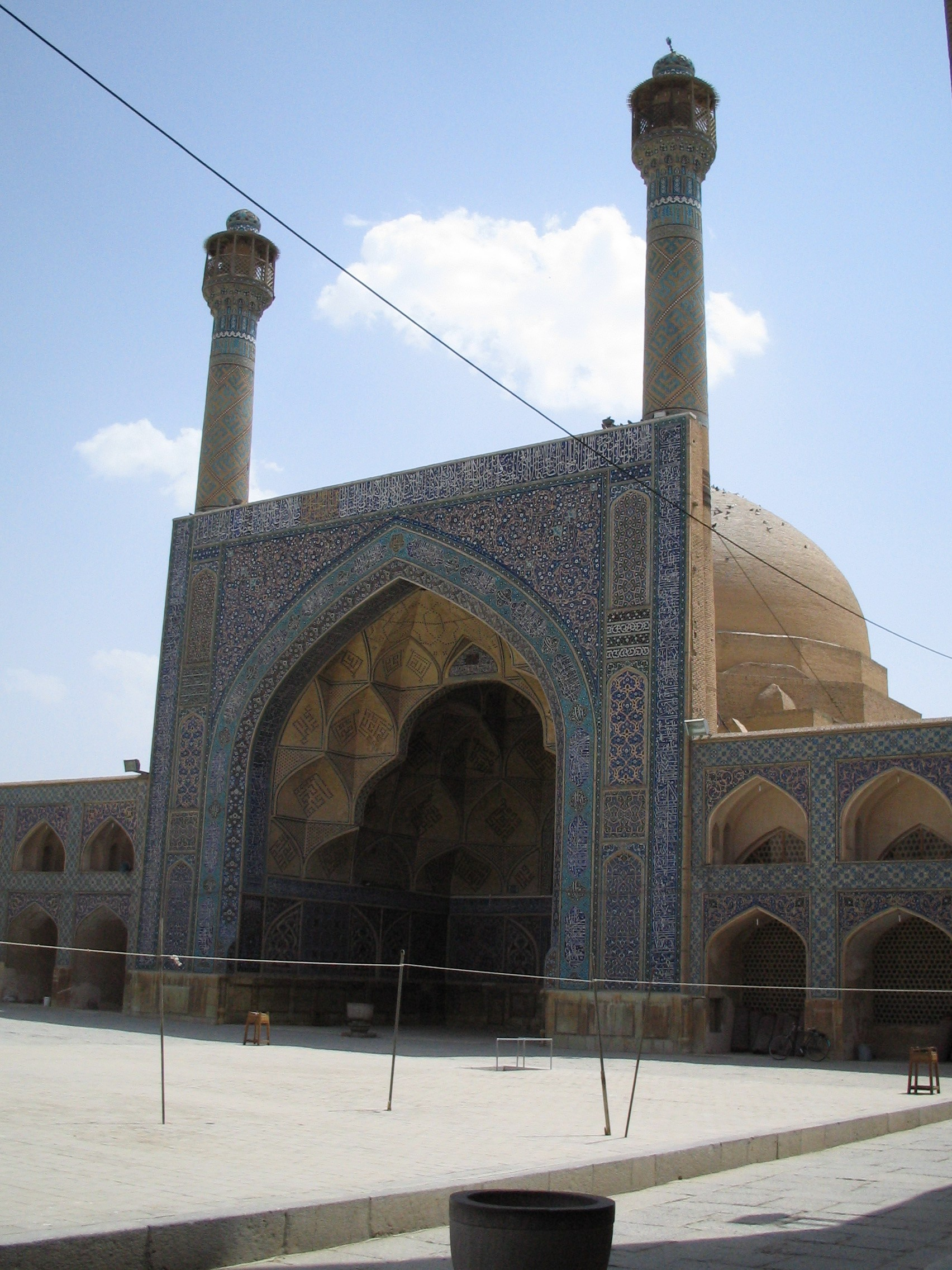
Domul şi minaretele.
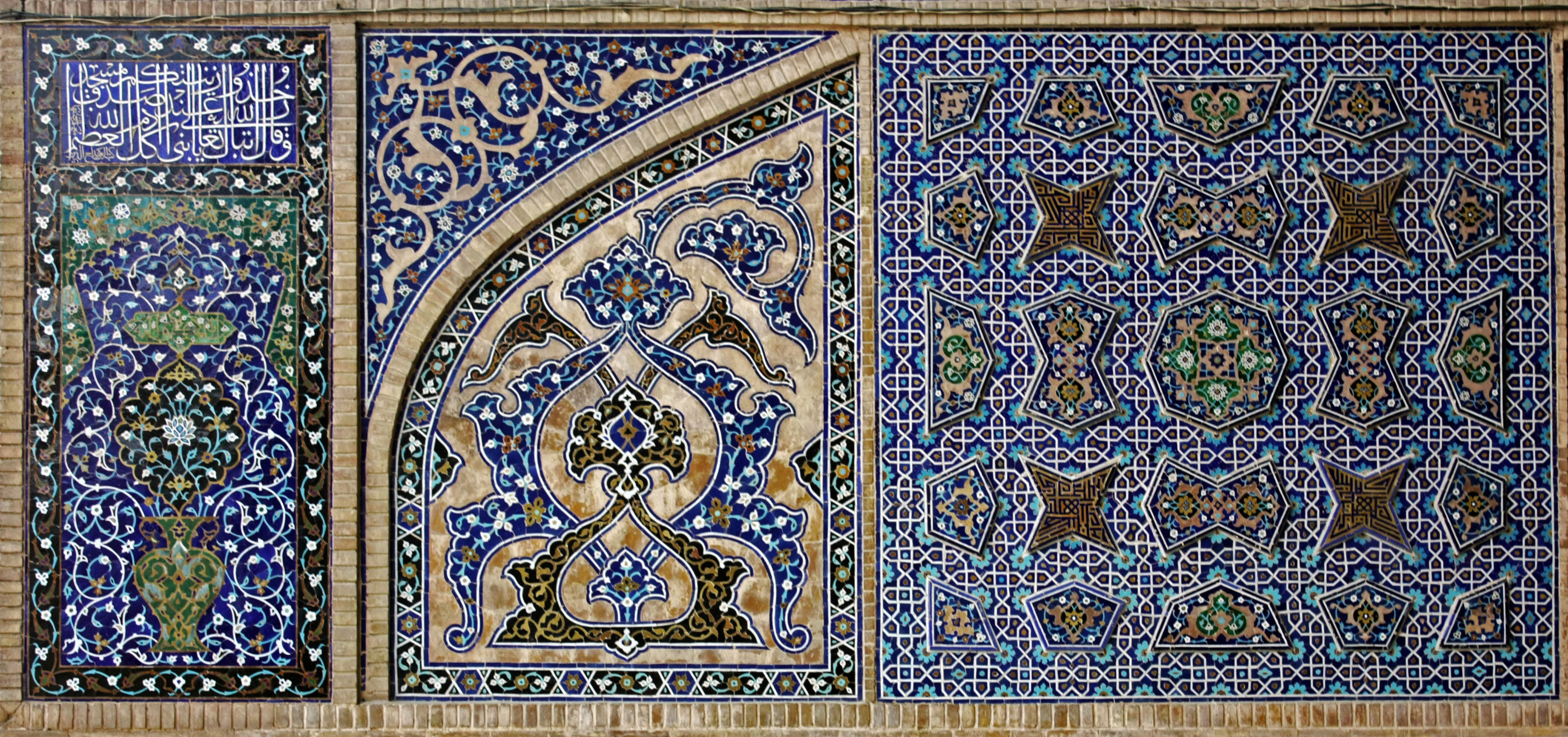
Caligrafie.
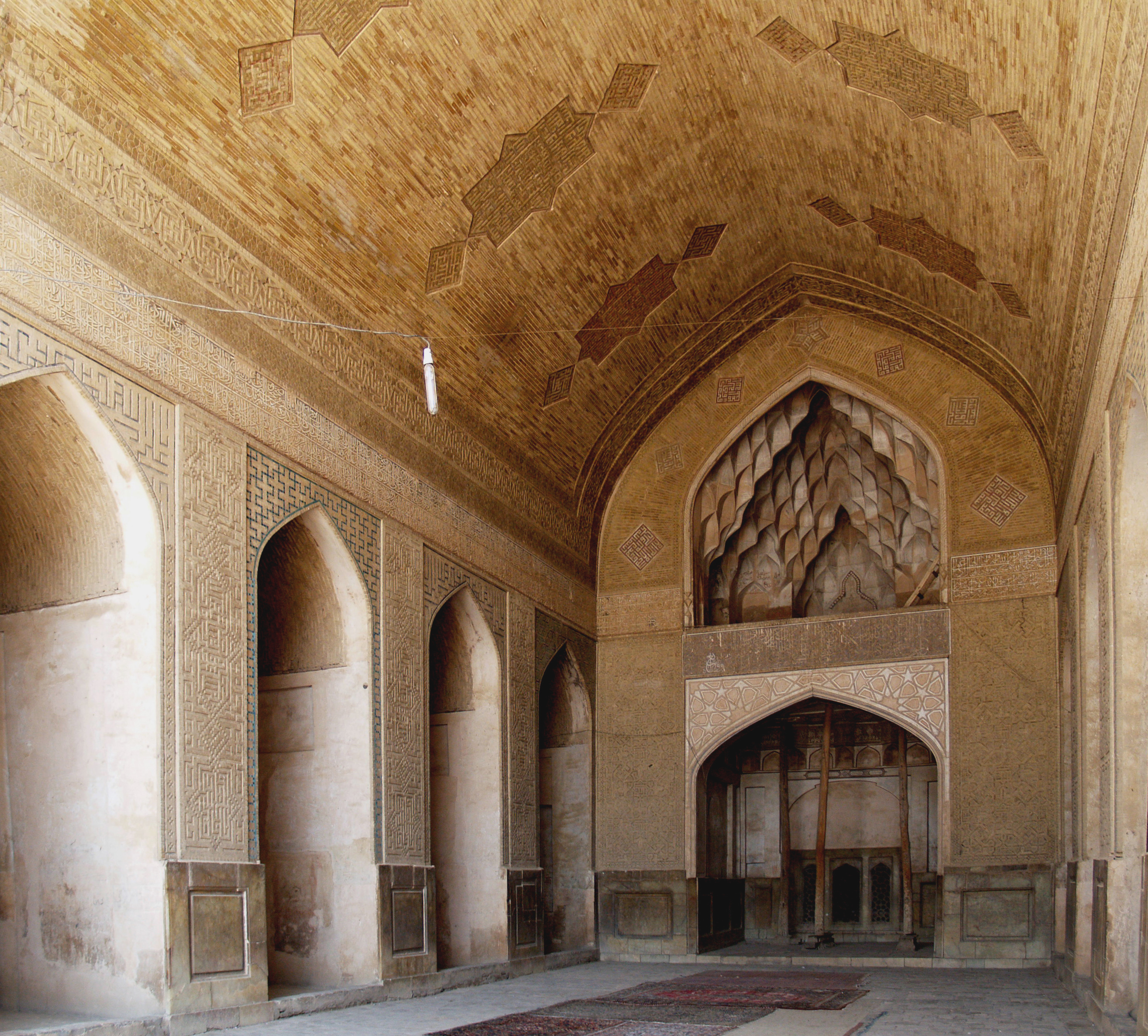
Interior.
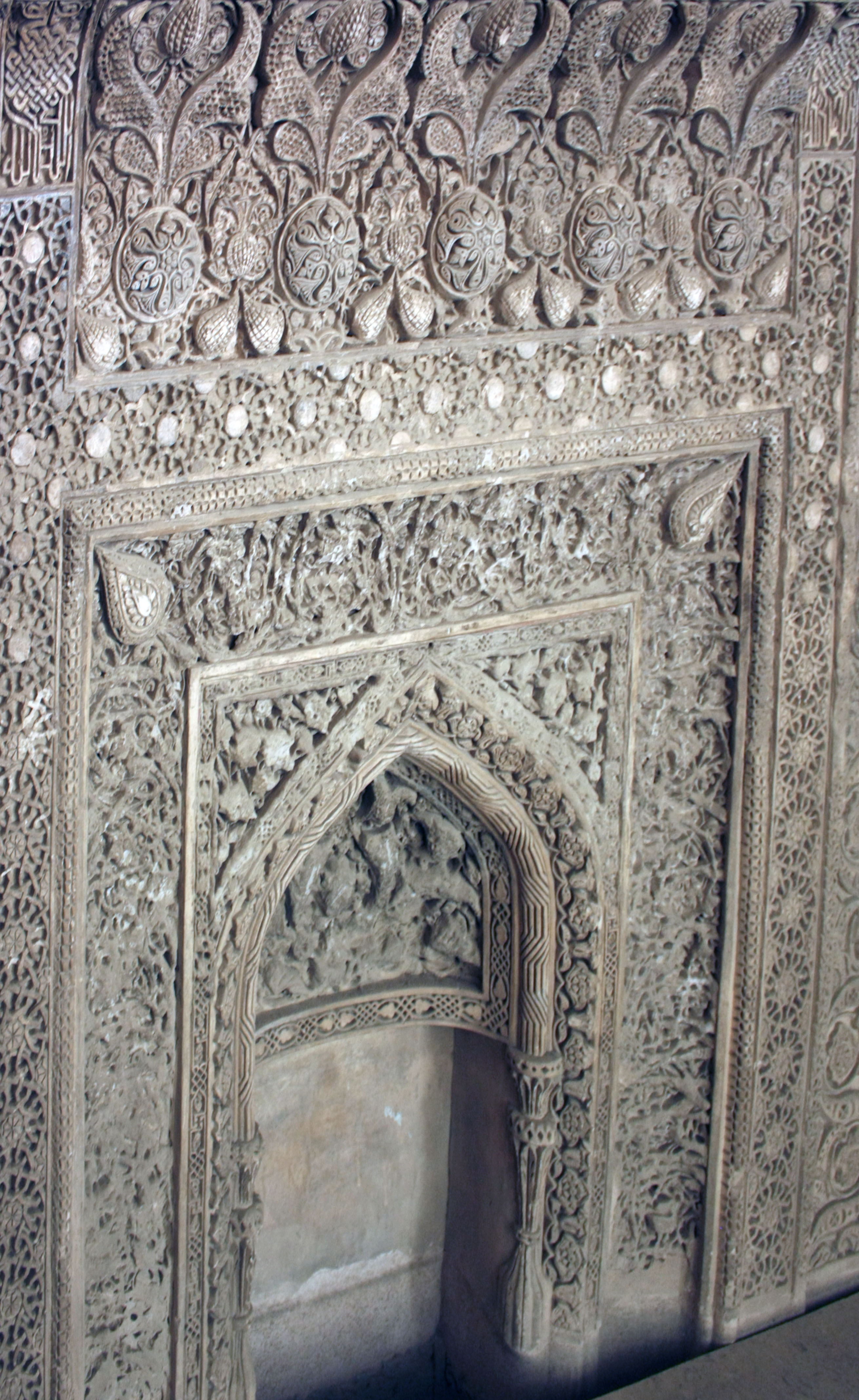
Mihrabul.